# Aqueduc de Pézenas
Aqueduc de Pézenas este o arie protejată (sit de importanță comunitară — SCI) din Franța întinsă pe o suprafață de 349 ha, integral pe uscat.

## Localizare
Centrul sitului Aqueduc de Pézenas este situat la coordonatele 43°27′49″N 3°23′22″E / 43.46364°N 3.38933°E.

## Înființare
Situl Aqueduc de Pézenas a fost declarat arie specială de conservare în baza directivei 92/43 din 1992 referitoare la conservarea habitatelor naturale și a faunei și florei sălbatice pentru a proteja 6 specii de animale.

## Biodiversitate
Situată în ecoregiunea mediteraneană, aria protejată nu include niciun habitat protejat.
La baza desemnării sitului se află mai multe specii protejate de  mamifere (6): liliac cu aripi lungi (Miniopterus schreibersii), liliac cu urechi de șoarece (Myotis blythii), liliac cu picioare lungi (Myotis capaccinii), liliac comun (Myotis myotis), liliacul mare cu potcoavă (Rhinolophus ferrumequinum), liliacul mic cu potcoavă (Rhinolophus hipposideros).